# バブルヴァーハナ

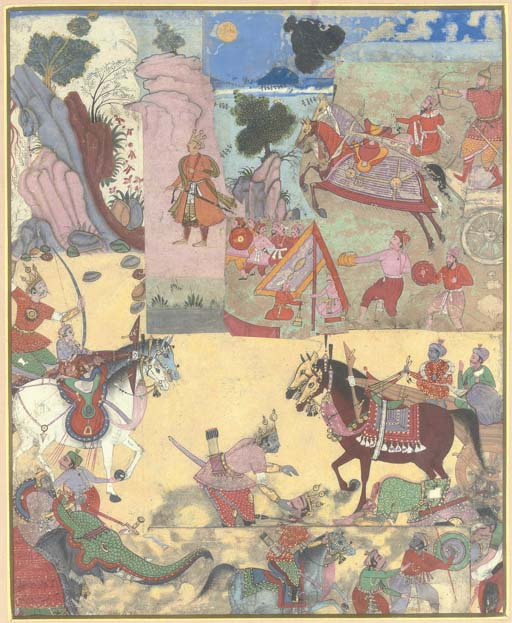
父アルジュナと戦うバブルヴァーハナ。1616年頃。

バブルヴァーハナ（梵: बब्रुवाहन, Babruvāhana）は、インド神話の人物である。叙事詩『マハーバーラタ』によると、カリンガ国のマニプーラ（あるいはマナルーラ。ベンガル地方東部のマニプール）の王チトラヴァーハナの1人娘チトラーンガダーとパーンダヴァ5兄弟の1人アルジュナとの間に生まれた子。

## 神話

### 誕生
アルジュナはユディシュティラとドラウパディーのいる部屋に入ったため、兄弟の間で定められた協定によって12年間追放された。アルジュナはその間に様々な土地を旅したが、マニプーラを訪れた際にチトラーンガターと出会った。チトラヴァーハナ王の子供はチトラーンガダーしかいなかったため、アルジュナは男子が生まれたら王国を継がせるという条件でチトラーンガダーと結婚し、バブルヴァーハナをもうけた後にマニプーラを去った。

### 父との邂逅
クル・クシェートラの大戦争で勝利したユディシュティラはクル国の王として即位した後、馬祀祭（アシュヴァメーダ）を執り行った。そしてアルジュナは馬祀祭の馬とともに諸国を巡り、その過程で再びマニプーラを訪れた。アルジュナの来訪を知ったバブルヴァーハナは父を出迎えたが、バブルヴァーハナの態度がクシャトリヤに相応しくない非常にへりくだったものであったため、アルジュナの機嫌を損ねた。アルジュナはバブルヴァーハナを非難して言った。「私はユディシュティラ王の馬祀祭の馬を守って諸国を回っている。それなのになぜおまえは私と戦って、クシャトリヤの武勇を示そうとしないのか」。その言葉を聞いたナーガ族の王女でアルジュナの妻の1人のウルーピーがバブルヴァーハナに語りかけ、アルジュナと戦うことを勧めた。そこでバブルヴァーハナは王宮に戻って、武装を整えて出陣し、熟練の馬使いに馬祀祭の馬を捕えさせた。こうして両者の間に激しい戦いが起きたが、バブルヴァーハナの矢がアルジュナの首を貫くと、アルジュナは苦痛で気を失った。意識を取り戻したアルジュナはバブルヴァーハナを称え、お返しとばかりに矢の雨を降らせたが、バブルヴァーハナはそれらを投槍で打ち落した。やがてアルジュナは息子の武勇を喜ぶあまり、バブルヴァーハナの攻撃に対して抵抗をしなくなった。そこでバブルヴァーハナは勢いづいて攻撃し、アルジュナの胸を矢で貫いて殺してしまった。母チトラーンガダーとバブルヴァーハナはアルジュナの死を嘆き悲しんだが、ウルーピーによって蘇生された。息を吹き返したアルジュナはバブルヴァーハナを抱き締めた。
ウルーピーによると、アルジュナはクル・クシェートラの戦争で卑怯にもシカンディンを盾にしてビーシュマを殺したために神々の呪いを受けた。しかしウルーピーがそのことを父であるナーガ王に話すと、ナーガ王は天界に赴いてアルジュナの罪の許しを願ったので、息子バブルヴァーハナに殺されたときにアルジュナは罪から解放されると定められた。そこでウルーピーはバブルヴァーハナをアルジュナと戦わせたのだという。
その後、バブルヴァーハナは母チトラーンガダー、ウルーピーとともにハスティナープラを訪れた。